# Юліана Дементьєва
Юліана Дементьєва — українська топ-модель. Співпрацювала з Givenchy, знімалася для Vogue, Elle, Harper's Bazaar.

## Життєпис
Юліана Дементьєва народилася 27 червня 1988 року на Закарпатті. Батько — Дементьєв Сергій Юрійович, головний інженер з експлуатації житлових та нежитлових об'єктів. Мати Дементьєва Ольга Володимирівна — працювала в торгівлі. Коли Юліані було 2 роки, її сім’я переїхала до Кривого Рогу.
У 2005 році закінчила 91 гімназію у Кривому Розі. У 2009 році завершила навчання у Криворізькому державному педагогічному університет за спеціальністю “Географія, економіка, туризм”.
У 2009 році одружилася з українським підприємцем В'ячеславом Константиновським. 1 грудня 2010 року народила доньку Стефанію.

## Кар’єра
У 2009 році Дементьєва підписала контракт з материнською агенцією у Києві L-models та паризькою WM.
У 2010 році підписала контракт із Givenchy. Відкрила показ fashion show fall 2010 Givenchy (Riccardo Tisci) на Paris Fashion Week. Згодом стала обличчям колекції аксесуарів модного будинку Givenchy. В тому ж році стала обличчям французького бренду BA&H, знялася для So Figaro, Amica Italy, з’явилася на обкладинці Elle Oriental, співпрацювала з фотографом Michelangelo Di Battista для французького видавництва Le Monde. Знялася для Vogue UK, фотографами були Sofia Sanchez та Mauro Mongiello. У 2010 році знялася у beauty story для Vogue Paris, фотографом якої був Mario Sorrenti.
У 2011 році брала участь у показі для Givenchy та Andrew GN на Paris Fashion Week Fall 2011-2012. У тому ж році вийшла відома зйомка для TUSH Magazine Germany під назвою You're a Big Wig. У 2011 році Дементьєва стала обличчям department Store SPAZIO, знялася для Harper's Bazaar Ukraine та Elle Ukraine.
У 2012 році бере участь у NY Fashion Week для Tibi, Sophie Theallet, Devota Lomba, Lela Rose та Nanette Lepore. На London Fashion Week бере участь у шоу Hussein Shalayan. На Тижні моди в Парижі закриває показ Issey Miyake, бере участь в показі Moncler. У цьому ж році знімається для Russian Vogue, ELLE Ukraine, Harper's Bazaar.
У 2013 році знімається для SCMP Style, Harper's Bazaar. Цього ж року виходить відома зйомка для ELLE Ukraine "Amish", фотографом якої був Микола Бірюков. З 2013 року Демєнтьєва є обличчям бренду Bicholla. Брала участь у показі Issey Miyake SS 2013 у Парижі.
У 2014 році знімається для обкладинки ELLE Ukraine.
У 2015 році Дементьєва бере участь у шоу Etam у Парижі, знімається для Harper's Bazaar.
У 2016 році бере участь у показі Calzedonia, з’являється на обкладинці ELLE UKRAINE у колаборації з Calzedonia, а також у святковому номері ELLE Ukraine. У цьому ж році створює блог про стиль, спорт та красу.
У 2017 році стала обличчям бренду Isabel Garcia, брала участь у фітнес проєкті спільно з Elle Ukraine та Biotherm.
У 2018 році Дементьєва з’явилася в L’Officiel Ukraine та The Icon Magazine. У цьому ж році стала амбасадором бренду CHLOE в Україні. У 2018 році була амбасадором благодійного проекту #BDayVyklyk Charity Fashion Market.
У 2019 році знялася для ювілейного Vogue Germany у колаборації з commafashion, брала участь у проєктах Have A Rest та Vogue Ukraine. В цьому ж році закрила показ Bicholla.
У 2021 році стала обличчям ювелірного бренду Suzzane Code, бренду аксесуарів Estro та обличчям digital campaign для Liu Jo, Bicholla. У цьому ж році Дементьєва стала учасницею спеціального проєкту BURO та Levi's про усвідомлене споживання у сфері моди.
У 2022 році Юліана Дементьєва підписала контракти з наступними агенціями: Blow Models Spain, Metro Models Switzerland, Mega Models Germany, Born Models Denmark, The Wolves Models Milano, MC2 Model Management Israel.